# Franz-Kostner-Hütte
Die Franz-Kostner-Hütte (italienisch Rifugio Franz Kostner al Vallon, ladinisch Ütia Franz Kostner) ist eine Schutzhütte der Sektion Bozen des Club Alpino Italiano (CAI) in den Dolomiten.

## Lage und Umgebung
Die Franz-Kostner-Hütte befindet sich im Ostteil der Sella auf 2536 m Höhe. Sie liegt auf dem Gebiet der Gemeinde Corvara in Südtirol, Italien.
Erreichbar ist die Hütte vom nordöstlich gelegenen Corvara aus, vom östlichen Campolongopass oder vom südöstlichen Arabba. Sie dient als Stützpunkt für Klettertouren im Sella-Stock. Gegen Nordwesten gelangt man von hier zum Piz da Lêch. Südwestlich liegt der Piz Boè, zu dessen Spitze der Vallon- und der Lichtenfelser Klettersteig führen.

## Geschichte
Die Sektion Bamberg des Deutschen und Oesterreichischen Alpenvereins (DuOeAV) begann 1913 mit dem Bau der Hütte. Die Vallonhütte konnte allerdings wegen Ausbruch des Ersten Weltkriegs 1914 nicht mehr eröffnet werden. 1971 erwarb die Sektion Bozen des CAI den Rohbau. In den 1980er Jahren finanzierte Erich Kostner die Fertigstellung der Hütte und benannte sie nach seinem Vater Franz Kostner, einem bedeutenden Bergsteiger und Tourismus-Pionier des Abteitals. Die Einweihung erfolgte am 27. August 1988.